# شو شيتشانغ
شو شيتشانغ (بالصينية: 徐世昌) (و. 1855 – 1939 م) هو سياسي من الصين .